# 不淨動物
本條目是在伊斯蘭教、猶太教和基督教裡被定義為不淨動物的清单。其他東方的宗教，如佛教、道教、儒教等，則沒有不淨動物的概念。

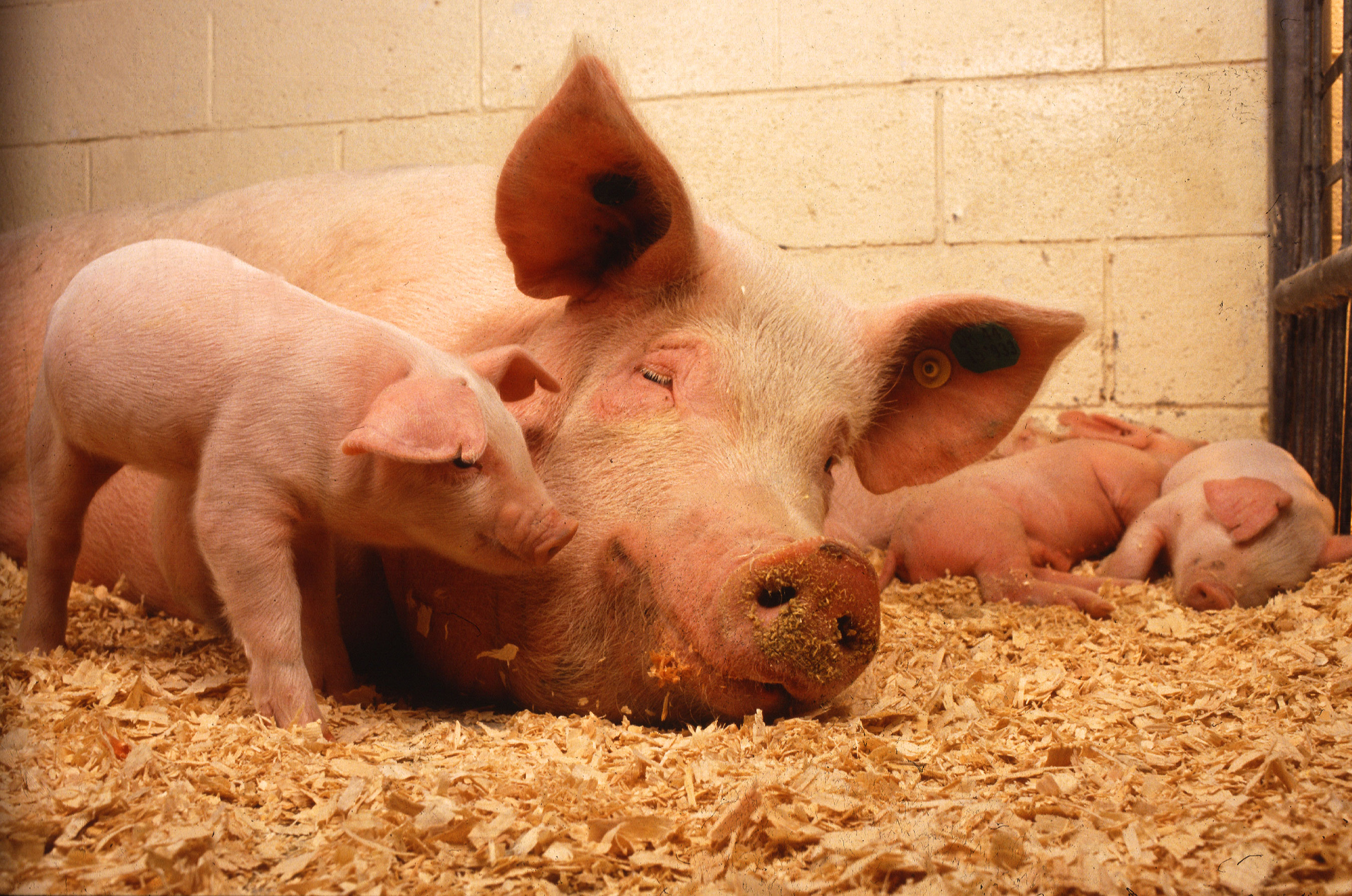
豬在舊約聖經被認為“不潔淨”－“豬因為是分蹄卻不倒嚼、就與你們不潔淨。這些獸的肉你們不可喫、死的也不可摸。”申命記14章：8節

## 猶太教
|                   | 凡可憎的物都不可吃。 |
| ——申命記14章：3節 |                      |

- 動物類－“但那些倒嚼、 或是分蹄之中不可喫的、乃是駱駝、兔子、沙番、因為是倒嚼不分蹄、就與你們不潔淨。豬因為是分蹄卻不倒嚼、就與你們不潔淨．這些獸的肉你們不可喫、死的也不可摸” 。（申命記14章7-8節）。

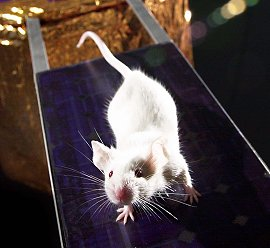
鼠是“不可喫”的

- 海鮮類－“凡無尾鳍無鱗的、都不可喫、是與你們不潔淨”（申命記14章10節）。

- 鳥類－“不可喫的、 乃是鵰（老鹰）、 狗頭鵰、 紅頭鵰、鸇、黑鳶、 鷂鷹、 與其類．烏鴉與其類．鴕鳥、 夜鷹、魚鷹、鷹與其類．鴞鳥、 貓頭鷹、角鴟、鵜鶘屬、禿鵰、鸕鶿、鸛科、鷺鷥、與其類．戴鵀、與蝙蝠 ”（申命記14章12-18節）。

- 昆蟲類－“凡有翅膀爬行的物、是與你們不潔淨、都不可喫”（申命記14章19節）。

- 爬行動物－“地上爬物、與你們不潔淨的、乃是這些．鼬鼠、鼫鼠、蜥蜴，與其類壁虎、龍子、守宮、蛇醫、蝘蜓”（利未記11章29-30節）。

### 記載在利未記的不潔淨的動物

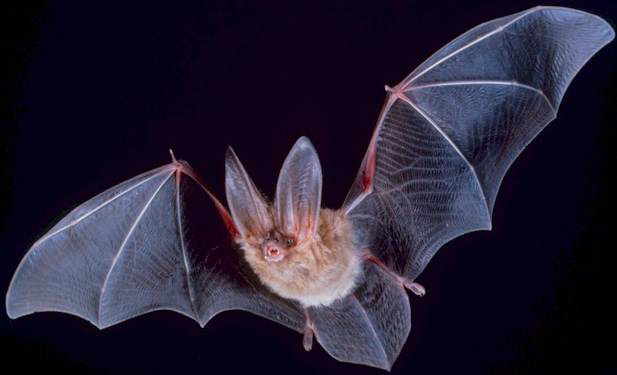
蝙蝠是不潔淨的動物

|                   | 但那倒嚼、或分蹄之中不可喫的、乃是駱駝、因為倒嚼不分蹄、就與你們不潔淨。 |
| ——利未記11章：4節 |                                                                          |

這些動物包括以下種類：
- 蝙蝠
- 駱駝
- 變色龍
- 兔子
- 鸕鶿
- 魚鷹
- 老鷹
- 白鼬
- 禿鵰
- 老鷹
- 鵰鴞
- 野兔
- 鷹
- 蒼鷺
- 麻鷹
- 小辮行鳥
- 貓頭鷹
- 蜥蜴
- 鼴鼠
- 老鼠
- 夜鷹
- 魚鷹
- 禿鷹
- 鵜鶘
- 渡鴉
- 蝸牛
- 鸛
- 天鵝
- 豬
- 草龜
- 黃鼠狼
- 鵰

### 附加的不潔淨的動物

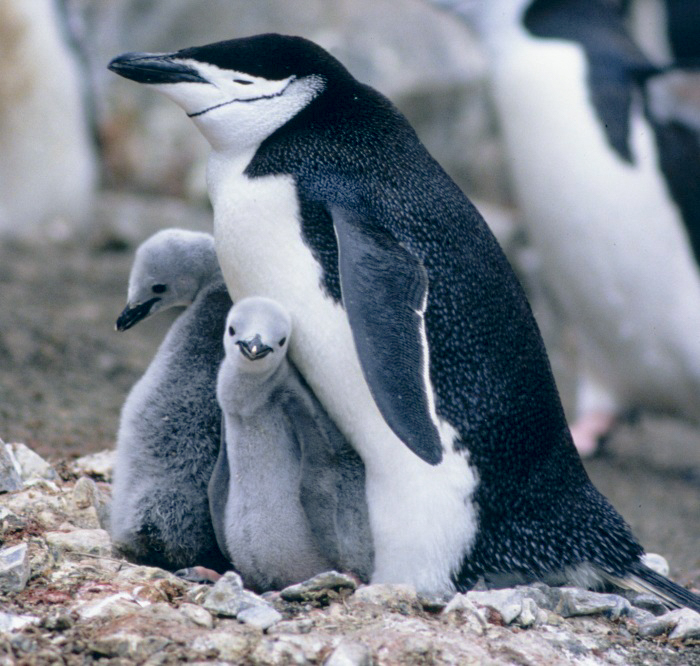
企鹅可能是“不洁净的”，因为它们与鱼鹰类似。

以下列出的動物没有在聖經中被定义为不洁净，但是从其特征来说符合利未記所定义的不洁净的动物，它们可以被看作是有爭議的不潔淨：
- 鱷魚
- 螞蟻
- 猿
- 熊
- 貓
- 鯰形目
- 獵豹
- 蛤蜊
- 鳳頭鸚鵡科
- 蛇
- 鮑魚
- 大象
- 狐狸
- 小熊猫
- 猴子
- 淡菜／青口
- 烏賊
- 松鼠
- 螃蟹
- 小龍蝦
- 烏鴉
- 澳洲野犬
- 狗
- 海豚
- 驢
- 針鼴
- 鰻魚
- 壁虎
- 長臂猿
- 刺猬
- 缽水母綱
- 袋鼠
- 獅子
- 龍蝦
- 山貓
- 喜鵲
- 鸚鵡科
- 企鵝
- 鴨嘴獸
- 鼠
- 扇貝
- 海馬屬
- 海豹
- 鯊魚
- 蝦
- 海星
- 老虎
- 烏龜
- 鯨魚
- 袋熊
- 狼
- 蠕蟲
- 斑馬
- 大熊猫

## 伊斯蘭教
伊斯蘭教把猪視為不潔淨之物，所以他們不准許吃。中国穆斯林亦将“猪”这个字，视为禁忌。狗也並且被認為是不潔淨的，並且如果穆斯林被狗舔到，他們就必需要執行洗淨。

## 基督教
大多數的基督教信徒不跟隨摩西飲食律法。除了安息日會以外，他們的共同神學觀點是認為耶穌的死亡和復活後，那些所谓“舊約定”的限制已經不再适用了。 
|                      | 神所潔淨的、你不可當作俗物 |
| ——使徒行傳10章：15節 |                            |